# Gustaf Ekman (1906–1977)
Gustaf Ekman, född 14 juli 1906 i Norberg i Västmanlands län, död 30 juni 1977 i Brunnby i Malmöhus län, var en svensk bergsingenjör och bruksdisponent. Han var son till Wilhelm Ekman (1875–1946) och tillhörde  släkten Ekman från Göteborg.
Efter examen från Kungliga Tekniska högskolan i Stockholm 1930 var Ekman anställd vid Hellefors Bruks AB 1930–41, vid Wikmanshytte Bruks AB 1941–47, samt disponent och verkställande direktör för Ramnäs Bruk AB och Wirsbo-Ramnäs Kraft AB 1948–67. Han var styrelseledamot i Östanå Fabriks AB, Arboga Mekaniska Verkstads AB och Morgårdshammars Mekaniska Verkstads AB.
Ramnäs bruk var det sista, både i Sverige och i världen, som fram till 1964 framställde smidesjärn enligt lancashiremetoden, introducerad i Sverige av Carl Fredrik Wærn (1787-1858) och av Ekmans farfarsfar med samma namn, Gustaf Ekman (1804-1876).
Gustaf Ekman gifte sig den 22 juni 1932 med Greta Ericsson.